# Вісманос
Вісманос (ісп. Vizmanos) — муніципалітет в Іспанії, у складі автономної спільноти Кастилія-і-Леон, у провінції Сорія. Населення — 26 осіб (2010).
Муніципалітет розташований на відстані близько 210 км на північний схід від Мадрида, 29 км на північ від Сорії.
На території муніципалітету розташовані такі населені пункти: (дані про населення за 2010 рік)
- Вергісас: 3 особи
- Вісманос: 23 особи

## Демографія
Динаміка населення (INE ):

## Галерея зображень

Розташування муніципалітету Вісманос